# Eikamp
Eikamp ist ein Ortsteil in Oberodenthal in der Gemeinde Odenthal im Rheinisch-Bergischen Kreis.

## Geschichte
Nach einer Urkunde aus dem Jahr 1294 gab es zu dieser Zeit das Gut Eikamp. Der Name bedeutet für sich allein liegende Weide. Hier wohnten Gerhard von Eykamp und sein Sohn Arnold. Um 1700 findet Hermann zu Eycamp Erwähnung, der über 14 Faschinen.und 42 Pfähle verfügte. Die Ortschaft war zu dieser Zeit Teil der Honschaft Scherf.
Die Topographia Ducatus Montani des Erich Philipp Ploennies, Blatt Amt Miselohe, belegt, dass der Wohnplatz 1715 als zwei Höfe kategorisiert wurde und mit Eikamp bezeichnet wurde.
Carl Friedrich von Wiebeking benennt die Hofschaft auf seiner Charte des Herzogthums Berg 1789 als Eikamp. Aus ihr geht hervor, dass Eikamp zu dieser Zeit an der Grenze zwischen Oberodenthal in der Herrschaft Odenthal und der Honschaft Bechen im bergischen Amt Steinbach war.

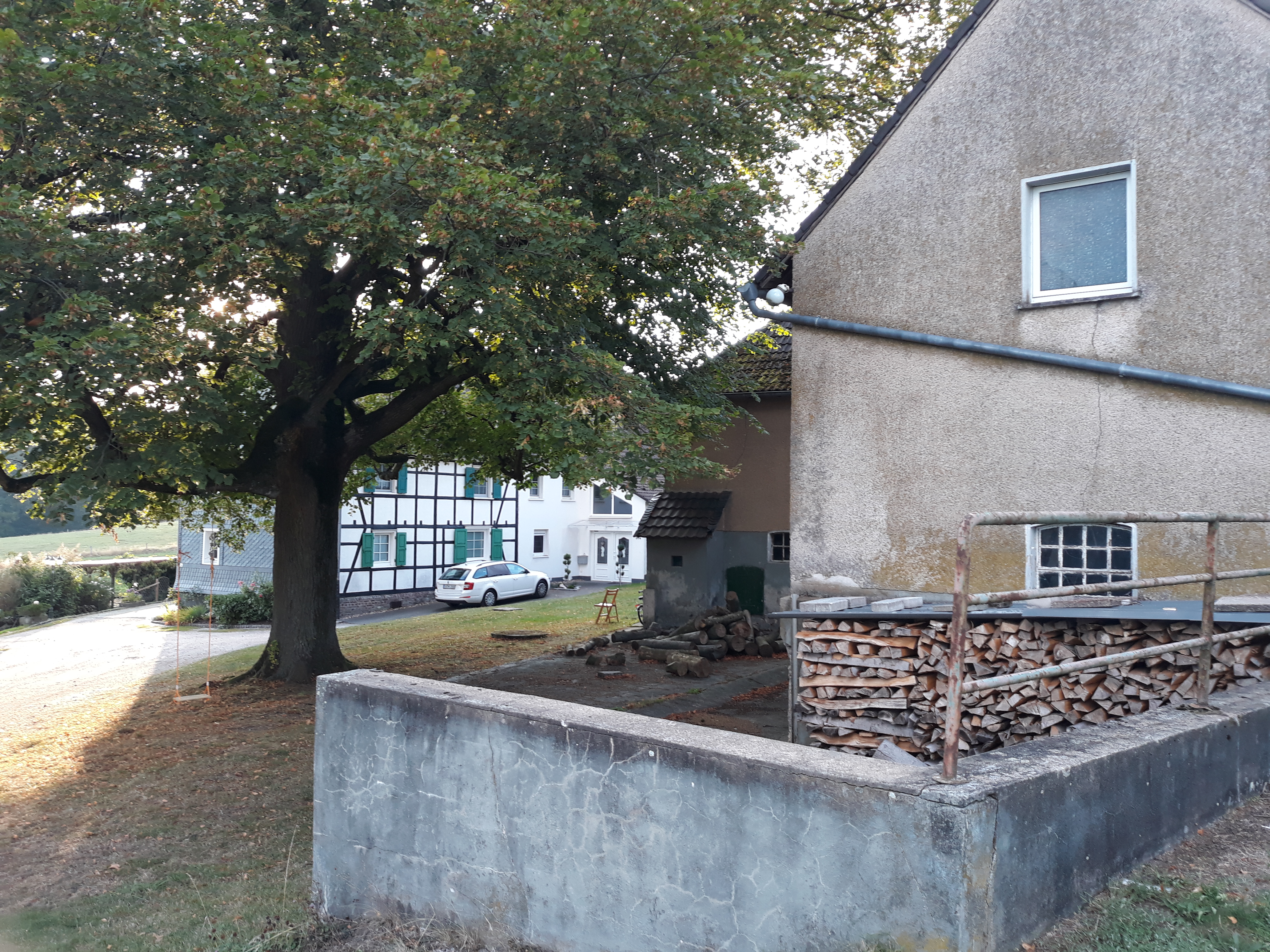
Untereikamper Hof.

Unter der französischen Verwaltung zwischen 1806 und 1813 wurde die Herrschaft und die Ämter aufgelöst und Eikamp wurde teils politisch der Mairie Odenthal im Kanton Bensberg und teils der Mairie Kürten im Kanton Wipperfürth zugeordnet. 1816 wandelten die Preußen die Mairie Odenthal zur Bürgermeisterei Odenthal im Kreis Mülheim am Rhein und die Mairie Kürten zur Bürgermeisterei Kürten im Kreis Wipperfürth.
Der Ort ist auf der Topographischen Aufnahme der Rheinlande von 1824 als Ober Eikamp und Unter Eikamp und auf der Preußischen Uraufnahme von 1840 als Ober Eykamp und Unter Eykamp verzeichnet. Ab der Preußischen Neuaufnahme von 1892 ist er auf Messtischblättern regelmäßig als Eikamp oder ohne Namen verzeichnet.
Der Ort war also zeitweise aufgeteilt in Obereikamp und Untereikamp. Des Weiteren war er durch die Grenzlage geteilt in zwei Honschaften, Ämter, Bürgermeistereien und Kreise. Die Grenze zwischen dem Kürtener und dem Odenthaler Teil verlief entlang der Schallemicher Straße bis zur heutigen Bundesstraße 506, die dann auch Teil der Gemeindegrenze war. Untereikamp lag ganz im Kürtener Gebiet im Süden der heutigen Straße Zur Alten Linde.
Seit 1910 gehörte Eikamp (Odenthaler Teil) kirchlich zum Rektorat Herrenstrunden.
1927 wurden die Bürgermeisterei Kürten in das Amt Kürten überführt. In der Weimarer Republik wurden 1929 die Ämter Kürten mit den Gemeinden Kürten und Bechen und Olpe mit den Gemeinden Olpe und Wipperfeld zum Amt Kürten zusammengelegt. Der Kreis Wipperfürth ging am 1. Oktober 1932 in den Rheinisch-Bergischen Kreis mit Sitz in Bergisch Gladbach auf. 1975 kam der Kürtener Teil der Ortschaft aufgrund des Köln-Gesetzes zur Gemeinde Odenthal im Rheinisch-Bergischen Kreis.
1975 erbaute man in Eikamp eine neue Kirche, verblieb aber im Pfarrverband Herrenstrunden. Der Turm wurde erst später gebaut.
| Jahr | Einwohner | Wohn- gebäude | Kategorie  | Politische / kirchliche Zugehörigkeit                        |
| ---- | --------- | ------------- | ---------- | ------------------------------------------------------------ |
| 1822 | 66        |               | Hof        | Bürgermeisterei Kürten, Kirchspiel Bechen                    |
| 1830 | 76        |               | Hof        | Bürgermeisterei Kürten, Pfarrgemeinde Bechen, Eykamp genannt |
| 1830 | 69        |               | Ackergut   | Bürgermeisterei Odenthal, Pfarrgemeinde Odenthal             |
| 1845 | 70        | 9             | Weiler     | Bürgermeisterei Kürten, Pfarre Bechen, Eykamp genannt        |
| 1845 | 64        | 10            | Ackergüter | Bürgermeisterei Odenthal, Pfarre Odenthal, genannt Eykamp    |
| 1871 | 36        | 6             | Weiler     | Bürgermeisterei Kürten, Pfarre Bechen, Obereikamp            |
| 1871 | 35        | 6             | Weiler     | Bürgermeisterei Kürten, Pfarre Bechen, Untereikamp           |
| 1871 | 41        | 8             | Hofstelle  | Bürgermeisterei Odenthal, Pfarre Odenthal                    |
| 1885 | 86        | 15            | Ortschaft  | Bürgermeisterei Kürten, Kirchspiel Bechen                    |
| 1885 | 48        | 10            | Ortschaft  | Bürgermeisterei Odenthal, Pfarre Odenthal                    |
| 1895 | 83        | 13            | Ortschaft  | Bürgermeisterei Kürten, Pfarre Bechen                        |
| 1895 | 38        | 9             | Ortschaft  | Bürgermeisterei Odenthal, Pfarre Odenthal                    |
| 1905 | 89        | 14            | Ortschaft  | Bürgermeisterei Kürten, Pfarre Bechen                        |
| 1905 | 27        | 6             | Ortschaft  | Bürgermeisterei Odenthal, Pfarre Odenthal                    |

## Schule
- Katholische Grundschule Eikamp[12]

## Kirche
Die Besonderheit der St. Maria-Frieden-Kirche ist der lichtdurchflutete Innenraum.

## Vereine
- Karnevalsverein Chris-Di-Ro-Go Super Show e. V.[13]
- Sportschützen Eikamp e. V.[14]
- Theater- und Maiverein Eikamp eV.[15]
- Turnverein Eikamp 1967 e. V.[16]